# Conferencia Permanente de Congresos Locales
La Conferencia Permanente de Congresos Locales o CEPECOL por sus siglas, son diversas reuniones anuales que tienen los titulares del Poder legislativo de las entidades federativas que constituyen los Estados Unidos Mexicanos.».
Es un organismo plural independiente de las afiliaciones partidistas de los legisladores que la integran. Los servicios, acuerdos y resoluciones que adopte son vinculatorios sólo en lo individual para los asociados que la integran, y no afectan las atribuciones constitucionales de los 32 órganos legislativos locales. Es un espacio institucional pluripartidista abierto a los 31 Congresos Estatales y a la Asamblea del DF, cuyo objeto es fortalecer el Federalismo Legislativo. Es una Asociación Civil sin fines lucrativos, constituida de manera individual y por la voluntad expresa de los legisladores locales de las entidades federativas.

## Misión
Ser la representación plural que propicia la comunicación y cooperación entre las legislaturas de las entidades federativas y el distrito federal.Para implementar estrategias programadas y acciones que contribuyan a mejorar la eficacia legislativa y permitan influir en la agenda nacional.

## Visión
Ser una organización con presencia e influencia a nivel nacional que sume la experiencia, capacidades, conocimientos y aptitudes de todos sus integrantes para promover la unidad e identidad de clase y mayor desarrollo de la actividad legislativa en los estados y el país.

## Objetivos
Consolidar el trabajo y la participación de los órganos legislativos locales, para impulsar una dinámica que permita renovar el federalismo y posicionar las iniciativas locales en la discusión de la agenda nacional.

## IV Asamblea Plenaria
Durante los trabajo legislativo realizados en Cancún, Quintana Roo hasta ahora ha contactado con la mayor asistencia de ditados locales en la historia de la COPECOL con 613. Destacarón las conferencias magistrales del Secretario de Gobernación, Miguel Ángel Osorio Chong, y del Dr. Lorenzo Córdova Vianello, consejero presidente del Instituto Nacional Electoral (INE). 10 Dieron la firma del "Pacto Legislativo de Cancún" el cual contiene cinco objetivos.
- 1) Armonizar la reforma electoral en los tiempos que correspondan a cada entidad, de acuerdo con sus calendarios y tiempos. Incluyendo el principio de paridad en las planillas para la elección de ayuntamientos, pues este orden no se contempla en la reforma federal, pero que tampoco impide que los estados legislen al respecto.
- 2) Propiciar, a través de las leyes y reformas, una nueva relación de los organismos públicos locales electorales con el Instituto Nacional Electoral (INE).
- 3) Avanzar en la agenda del Parlamento Abierto.
- 4) fortalecer las relaciones fiscales entre los gobiernos federal, estatal y municipal, que permitan lograr mayor equidad y simplicidad del sistema tributario.
- 5) Amortizar la reforma penal constitucional

## Asambleas Plenarias
| A.P. | Año  | Lugar                               | Gobernador                      | Presidente COPECOL               | Congreso Anfitrión             |
| ---- | ---- | ----------------------------------- | ------------------------------- | -------------------------------- | ------------------------------ |
| I    | 2012 | Boca del Río, Veracruz              | Javier Duarte de Ochoa          | Dip. Eduardo Andrade Sánchez     | Veracruz                       |
| II   | 2013 | Cuernavaca, Morelos                 | Graco Ramírez                   | Dip. Eduardo Andrade Sánchez     | Morelos                        |
| III  | 2013 | Acapulco, Guerrero                  | Ángel Aguirre Rivero            | Dip. Eduardo Andrade Sánchez     | Guerrero                       |
| IV   | 2014 | Cancún, Quintana Roo                | Roberto Borge Angulo            | Dip. Bernardo Ortega Jiménez     | Quintana Roo                   |
| V    | 2014 | Ciudad del México, Distrito Federal | Miguel Ángel Mancera            | Dip. Ramiro Ramos Salinas        | Ciudad de México               |
| VI   | 2015 | Zacatecas, Zacatecas                | Miguel Alonso Reyes             | Dip. Bernardo Ortega Jiménez     | Zacatecas                      |
| VII  | 2015 | Puebla, Puebla                      | Rafael Moreno Valle Rosas       | Dip. Marco Rodríguez Acosta      | Puebla                         |
| VIII | 2016 | Arteaga, Coahuila                   | Rubén Moreira                   | Dip. Rosa Isela Peralta Casillas | Coahuila                       |
| IX   | 2016 | Morelia, Michoacán                  |                                 | Dip. Ramiro Ramos Salinas        | Michoacán                      |
| X    | 2017 | Campeche, Campeche                  | Alejandro Moreno Cárdenas       | Dip. Ramiro Ramos Salinas        | Campeche                       |
| XI   | 2018 | Guadalajara, Jalisco                | Jorge Aristóteles Sandoval Díaz | Dip. Pascual Sigala Páez         | Congreso del Estado de Jalisco |
| XII  | 2018 | Nuevo Vallarta, Nayarit             | Antonio Echeverría García       | Dip. Mónica Almeida López        | Nayarit                        |
| XIII | 2018 | Mazatlán, Sinaloa                   | Quirino Ordaz Coppel            | Dip. Leopoldo Domínguez González | Sinaloa                        |